# Larutia
Genre
Larutia est un genre de sauriens de la famille des Scincidae.

## Répartition
Les espèces de ce genre se rencontrent en Asie du Sud-Est.

## Liste des espèces
Selon The Reptile Database (3 octobre 2012) :
- Larutia larutensis (Boulenger, 1900)
- Larutia miodactyla (Boulenger, 1903)
- Larutia nubisilvicola Chan-Ard, Cota, Makchai & Lhaotaew, 2011
- Larutia penangensis Grismer, Huat, Siler, Chan, Wood, Grismer, Sah & Ahmad, 2011
- Larutia puehensis Grismer, Leong & Yaakob, 2003
- Larutia seribuatensis Grismer, Leong & Yaakob, 2003
- Larutia sumatrensis (Günther, 1873)
- Larutia trifasciata (Tweedie, 1940)

## Publication originale
- Böhme, 1981 : A new lygosomine skink from Thailand (Reptilia: Scincidae). Bollettino del Museo Civico di Storia Naturale di Verona, vol. 8, p. 375-382.